# Activating Transcription Factor 4
Activating transcription factor 4 (ATF 4, CREB 2) ist ein Protein aus der Gruppe der Transkriptionsfaktoren.

## Eigenschaften
ATF-4 ist als Transkriptionsfaktor ein DNA-bindendes Protein. Es besitzt einen Leucin-Zipper zur Dimerisierung. ATF-4 ist cAMP-abhängig und bindet an eine DNA-Sequenz, das cAMP response element (CRE) (Konsensussequenz: 5'-GTGACGT[AC][AG]-3'), das in verschiedenen zellulären und viralen Promotoren vorkommt. Die Erzeugung von ATF-4 wird durch die 5'-UTR reguliert. In Osteoblasten reguliert ATF-4 gemeinsam mit FOXO1 den Glucosespiegel der Zelle durch Hemmung der Bildung von Beta-Zellen. In Osteoblasten reguliert ATF4 gemeinsam mit RUNX2 und Osterix die Differenzierung. Der abschließende Schritt der Differenzierung von Osteoblasten ist die Mineralisierung der extrazellulären Matrix wird durch eine Inaktivierung von c-Jun gehemmt, da in Folge die Transkription von ATF-4 gedrosselt wird.
Bei Zellstress im endoplasmatischen Retikulum reguliert ATF-4 die Induktion von DDIT3/CHOP, der Asparaginsynthetase (ASNS) und NLRP1. Zusammen mit DDIT3/CHOP aktiviert es die Transkription von TRIB3 und fördert die Apoptose in Neuronen durch Regulation der Transkription von BBC3/PUMA. Daneben aktiviert es die Transkription von SIRT4. Weiterhin ist es an der Regulation des circadianen Rhythmus beteiligt, durch Regulation der Transkription von Per2 und den Serotonin-Transporter SLC6A4. In beiden Genen bindet ATF-4 periodisch an die jeweilige CRE. In glatten Muskelzellen (z. B. in Gefäßen) wird ATF-4 durch FGF-2 induziert und induziert wiederum VEGF-A. ATF-4 ist phosphoryliert. Es wird unter Hypoxie im ER verstärkt gebildet.
Beim HIV bindet ATF-4 an das tax-responsive enhancer element B67 in den LTR.
Pevonedistat induziert die Transkription von ATF-4.